# 同言線

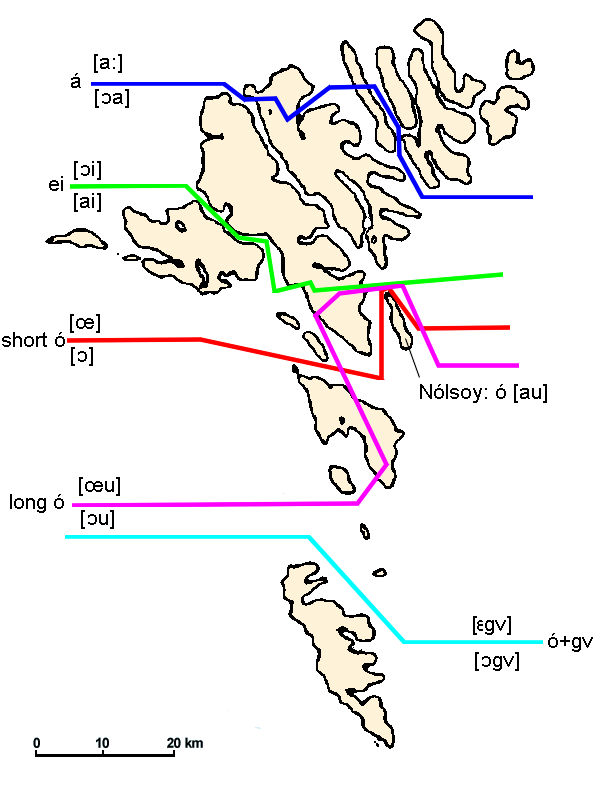
法罗群岛同言線

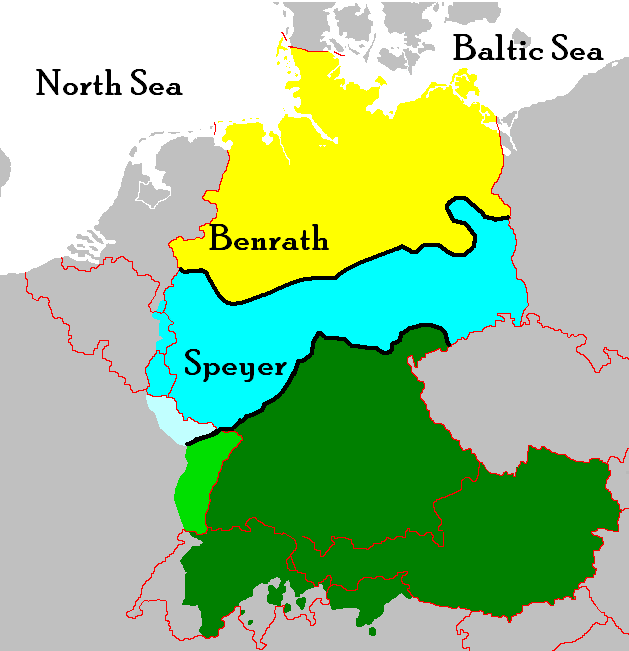
高地德語可再細分為上部德語 (綠) 和 中部德語 (藍), 並透過同言線與低地法蘭克語和低地德語區 (黃) 分隔開。主要的同言線本拉特線（分隔低地德語及高地德語區）及施派爾線（分隔中部德語及上部德語區）分別是圖中上、下兩條黑線

同言線 （isogloss、heterogloss），也稱作等語線 ，是指某一個特定的語言學特徵的分佈地理界線 ，譬如，某個元音的發音、某個詞彙的意義、或是某種句法。方言界線的劃分一般就是許多條大致重疊的同言線 。

## 詞源
同言線英語「isogloss」源自古希臘文  ísos 「相同、近似」和  glōssa 「舌頭、方言、語言」，其靈感源自於等高線或等壓線。雖然如此，同言線的意義並非將講相同語言的地區以線連接起來，反而是為了分隔講不同方言的地區。因此，「同言線」此名曾被建議改名為「異言線」（heterogloss，其hetero源自ἕτερος héteros 「另外、相異」）。

## 例子

### 齶－噝音同言線
印歐語系的齶－噝音同言線源自系內語言對原始印歐語舌背音的不同演化。
| 唇化軟齶音: | *kʷ, | *gʷ, | *gʷʰ |
| 軟齶音:     | *k,  | *g,  | *gʰ  |
| 硬齶音:     | *ḱ,  | *ǵ,  | *ǵʰ  |

在某些分支（如古希臘語、意大利語族及日耳曼語族），軟齶音與硬齶音合而為一。
在另一些分支（如波羅的-斯拉夫語族及印度-伊朗語族），軟齶音則與唇化軟齶音合而為一。
由於上述兩類語族在地理上各自位處相鄰的區域，前者大致位於後者西方，因此兩類可以被齶－噝音同言線分隔開。

## 外部連結
- 江苏境内长江两岸江淮官话与吴语边界的同言线
- An example of an isogloss in Southern England.
- Beyond the Isogloss: The Isograph in Dialect Topography: A discussion of the shortcomings and oversimplifications of using isoglosses.
- On Some Acoustic Correlates of Isoglossy （页面存档备份，存于）: A humorous analysis of Russian isoglossy.